# Grote spitsvogel
De grote spitsvogel (Artamus maximus) is een endemische zangvogel van het midden- en hooggebergte in Nieuw-Guinea.

## Kenmerken
De grote spitsvogel is 20 cm lang, een vrij forse zwart-witte vogel die een beetje qua gedrag op een zwaluw lijkt. De vogel is van boven (vleugels, kop en bovenkant van de borst) roetzwart met een witte borst, buik en stuit en een forse loodgrijze snavel. Het is een grotere uitvoering van de witborstspitsvogel.

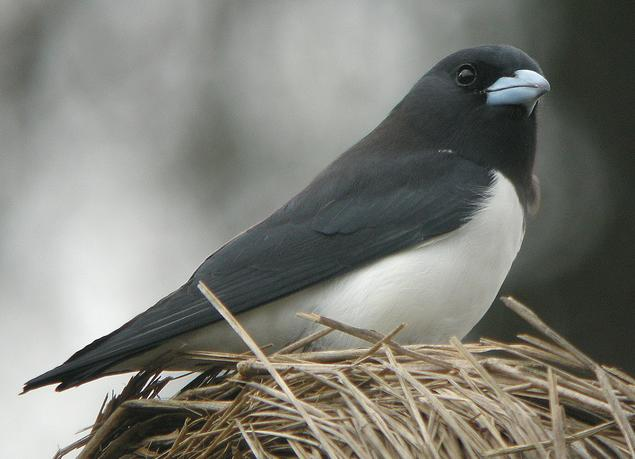
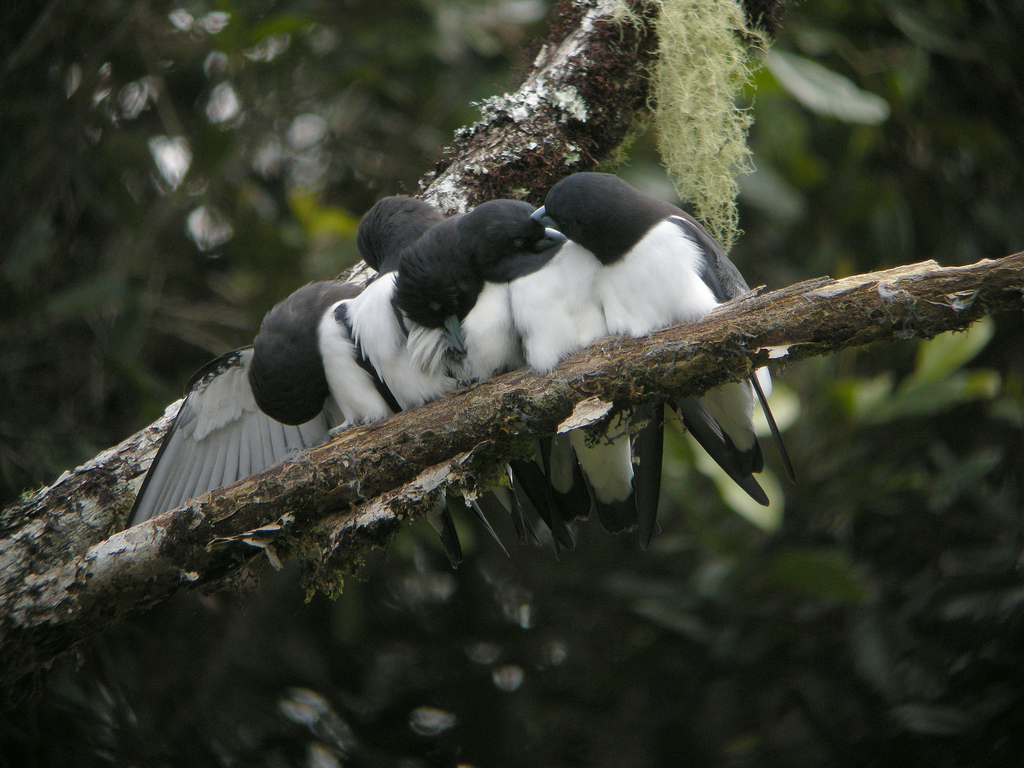

## Verspreiding en leefgebied
De grote spitsvogel is net als de andere spitvogels een vogel die in groepen op insecten jaagt boven bossen. De grote spitsvogel is meer een vogel van gebergten die zich ophoudt rond bergkammen, steile bergwanden, maar ook bij bomen rond traditionele tuinbouwgebieden. Het verspreidingsgebied omvat het hele bergland van Nieuw-Guinea op een hoogte tussen 800 en 2800 m boven de zeespiegel.

## Status
De grote spitsvogel heeft een groot verspreidingsgebied en daardoor alleen al is de kans op uitsterven uiterst gering. De grootte van de populatie is niet gekwantificeerd maar de soort wordt omschreven als schaars tot plaatselijk nog vrij algemeen. Er is geen aanleiding te veronderstellen dat de soort in aantal achteruit gaat. Om deze redenen staat deze spitsvogel als niet bedreigd op de Rode Lijst van de IUCN.